# Игры Mail.ru
Игры Mail.ru — ранее существовавший российский веб-сайт, посвященный компьютерным играм. Был открыт в мае 2006 года. Принадлежит холдингу VK. В 2015 году сегмент многопользовательских игр принёс компании 8,9 млрд рублей. С июня 2023 года прекратил свою работу.

## Концепция
Портал Игры Mail.ru был составлен тремя разделами:
- Каталог бесплатных клиентских, браузерных и мобильных игр, которые издаёт или разрабатывает Mail.ru Group.
- Информационно-аналитический раздел «Всё об играх» с обзорами игр, новостями индустрии, а также репортажами со значимых выставок, таких как E3, Gamescom и G-Star[англ.]. Кроме редакторского контента, Игры Mail.ru размещают после премодерации пользовательские новости, рецензии и фичеры (статьи вне определённого формата). Редакция устраивает конкурсы с ценными призами среди авторов.
- Сообщество, где игроки делятся друг с другом текстами, видео и скриншотами игр.

Помимо портала Игры Mail.ru через систему цифровой дистрибуции были доступны: Игровой центр, Windows-программа для управления играми и социального взаимодействия. Кроме того, существовали приложения для платформ iOS и Android.

## История

### 2006—2007
Игровой раздел, посвящённый компьютерным играм, появился на портале Mail.ru 23 мая 2006 года. В нём публиковалась информация, посвящённая игровому миру: новости, рецензии, скриншоты новых игр, видеообзоры. Портал был реализован совместно с компанией IT Territory.
Первым главным редактором стал Андрей Дронин, до этого возглавлявший журнал XS Magazine, а среди авторов портала был Святослав Торик, известный статьями в журнале «Игромания».
Любой авторизованный пользователь раздела мог принять участие в обсуждениях игр на форуме, а также имел возможность завести собственный игровой блог. Игры Mail.ru пытались охватить все сегменты игровой индустрии, включая flash-игры, shareware, мобильные и браузерные (были представлены играми Жуки Mail.ru, «Территория», Drive Mail.ru, WiW Mail.ru), что было в то время необычно для игровых порталов, традиционно занимавшихся только ПК- и консольными играми. Редакционная политика была направлена на привлечение аудитории, почти или совсем незнакомой с видеоиграми, например, для этого выпускались видеообзоры или объясняющие игры статьи. Некоторые эксперты критиковали реализацию такого подхода и указывали на некачественные тексты, фактические ошибки, стилистическую разношёрстность материалов и не подходящий для игрового портала дизайн.
Ещё одной особенностью проекта была его коммерческая направленность: на портале присутствовали точки входа в игры компании Территория IT, позднее был создан магазин, в котором продавались игры, коды доступа к ним и карты оплаты нескольких популярных online-игр.
Проект получил поддержку со стороны остальных сервисов Mail.ru, в результате чего уже к сентябрю 2006 года стал вторым по популярности игровым сайтом после Absolute Games. В это же время Дмитрий Чернов, бывший журналист ag.ru, сменил Андрея Дронина на посту главного редактора.

### 2008—2009
В июне 2008 года стартовала бета-версия раздела многопользовательских мини-игр. Каждому посетителю был доступен список соперников, желающих сыграть в ту или иную игру. Профайл игроков содержал информацию о пользователях, посетители «Мини-игр» могли добавить своего собеседника в контакт-лист Агента Mail.ru. Спустя полгода после запуска на портале было уже 34 мини-игры, а максимальное количество одновременно находящихся на сайте игроков, по данным компании, превысило 28 тысяч, в дальнейшем их число превышало 100 тысяч. Одна из игр — «Пушистики» — была озвучена Тиной Канделаки и резидентами Comedy Club.
Новый раздел реализовывался при помощи технологии Flash. Звуковое и музыкальное оформление мини-игр Mail.ru создавалось профессиональными музыкантами.
Спустя два года после открытия раздела Mail.ru сменил поставщика. Вместо компании «Территория IT» продавать игры пользователям стала Alawar. По договору компания Alawar перечисляла порталу 50 % выручки от продаж. Вне зависимости от объёма продаж ежегодные выплаты составляли не менее $3 млн.
В октябре на Играх Mail.ru появилась первая в России игра в жанре casual MMORPG «Техномагия». Сюжет игры заключается в борьбе между технократами-гномами и магами-людьми. Для каждого игрока в этой MMORPG были созданы свои специальные сюжетные задания: квесты, поиск сокровищ, охота на опасных существ. В игре был внутренний чат.
В декабре компания объявила о запуске российской версии многопользовательской ролевой игры Lineage II. Её локализацией занималась компания Иннова. На Mail.ru появилась точка входа в игру, в качестве логина можно было использовать адрес электронной почты на Mail.ru.
Разработчики занимались локализацией игры полгода. В игре использовалась бизнес-модель Free-to-play, которая приносит доход за счёт учётных записей с расширенными возможностями и продажи игровых предметов.
2 марта 2009 года в проект вернули новости и аналитику, но их разместили на сайте ПроИгры Mail.ru. Он не был интегрирован в общую структуру и носил больше имиджевый, чем коммерческий характер. По тематике раздел охватывал в основном игры для PC и консолей.
С марта 2009 для пользователей Mail.ru открылся доступ в игру «Легенда: Наследие Драконов». Игра дважды становилась лауреатом «Народной 10-ки» Премии Рунета — в 2007 и 2008 годах.
16 июля портал анонсировал закрытое тестирование первого MMO-проекта, который полностью разработала компания Mail.ru — многопользовательской браузерной ролевой игры «Кристалл Вечности».[значимость факта?] Для неё разработчики создали масштабируемый игровой движок, позволяющий оперативно расширять саму игру, что позволило сократить время разработки проектов в будущем.
Осенью 2009 года портал Игры Mail.ru выступил спонсором выставки Игромир-2009, а уже в декабре компания объявила о приобретении AOE с целью создания крупнейшей в России компании в сфере онлайн-коммуникаций и развлечений.

### 2010—2012
В начале осени 2010 года новым руководителем проекта «Всё об играх» Mail.ru становится Александр Кузьменко, бывший главный редактор и издатель журнала «Игромания». Под его руководство в проект пришли Игорь Варнавский (бывший шеф-редактор «Игромании»), Светлана Карачарова (экс-главред журнала «Мир фантастики»), а также Михаил Ватник (экс-главред ПроИгры Mail.ru).
5 марта 2011 года была представлена альфа-версия третьей версии информационно-аналитической составляющей портала. В новой версии Игры Mail.ru ориентировались на пользовательский контент, который, однако, проходил премодерацию. Тематический охват снова расширился, но крупных разделов осталось только два — про онлайн-игры и про всё остальные.
27 июня была объявлена акция «Марафон Игр Mail.ru», в рамках которой разыгрывался автомобиль Volkswagen GOLF. На первом этапе очки начислялись за авторизацию в играх компании. Второй этап начался 18 июля и представлял викторину с 10 вопросами на игровую тематику. 2 августа в ресторане «Vodный» прошел суперфинал марафона. В марафоне в общей сложности приняли участие от трех до четырёх с половиной миллионов человек.
10 октября стартовал осенний «Марафон Игр Mail.ru». с главным призом Audi A1. По официальным данным, всего в осеннем марафоне приняло участие более семи миллионов игроков. Суперфинал марафона провели в московском клубе «Рай».
В декабре Mail.ru Group объявила запуск локализованной версии онлайн-игры Dofus. Это ролевая онлайн-игра, похожая на высококачественный мультфильм. Она поддерживалась на операционных системах macOS и Linux. Сюжет игры заключается в поиске шести драконьих яиц — дофусов, которые дают своему владельцу могущество. Каждому игроку предоставляется выбор трёх ремёсел из двадцати двух, суть которых в собирательстве или создании предметов.
В марте 2012 года портал подвёл итоги самой масштабной премии в истории российской игровой индустрии — «Лучшие игры 2011» с помощью народного голосования. Пользователи могли выбрать победителей из 58 игр и 10 компаний. Победителями стали как игры портала, так и сторонних разработчиков. Список включал в себя «Аллоды Онлайн», «Танки Онлайн» и другие.
В апреле выпущена бесплатная игра «Джаггернаут: Месть Соверинга» для iPhone и iPad. Это первая собственная масштабная разработка Mail.ru для мобильных устройств, ориентированная не только на российскую, но и на зарубежную аудиторию. Сюжет «Джаггернаута» заимствован из одноимённой браузерной многопользовательской ролевой игры, выпущенной Mail.ru в марте 2010. Мобильный «Джаггернаут» работает по бизнес-модели freemium.
В том же апреле представлена онлайн-игра Warface, над которой работали более 100 разработчиков. Проект был анонсирован в 2010, при этом работы над игрой начались в 2007. Россия стала первой страной, в которой была запущена игра, она собрала 300 тыс. пользователей за пять дней после релиза.
В июне компания Mail.ru Group объявила об открытии продюсерского центра игр для мобильных устройств для помощи разработчикам мобильных игр на каждом этапе их создания: консультации по поводу дизайна уровней, тестирования и отладки игрового процесса, в создании музыкального и звукового оформления, текстов, а также полная локализация игры для иностранных рынков.

### 2013—2015
В январе 2013 года количество зарегистрированных игроков превысило 6,5 млн, а рекордное количество человек, одновременно играющих в Warface, зафиксировано 26 января: на сервере «Альфа» сражались более 145 тыс. игроков.
В декабре запущена новая платформа для размещения и продвижения онлайн-игр. Портал Игры Mail.ru начал предоставлять сторонним разработчикам доступ к его аудитории: возможность администрирования игры, единая авторизация, просмотр полной статистики, бесплатное продвижение, а также равные условия для всех игр в общем каталоге. Все игры появляются на витрине Игрового центра — клиентской программы, облегчающей загрузку и обновление игр. Доходы от игры разделяются поровну между разработчиком и Mail.ru Group.
В 2014 году Mail.Ru Group купила «ВКонтакте» и объявила о смене названия на VK.
В апреле 2015 на портале стали указывать ограничения по возрасту для всех игр, представленных на сайтах «Игры Mail.ru» и «Мини-игры Mail.ru», а также в «Игровом центре».
Для определения рекомендованной возрастной категории используется система PEGI, а также возрастная классификация, принятая в России. В случае несовпадения маркировки по этим двум системам, указывается более «взрослый» рейтинг.

### 2016—2019
В октябре 2016 года Mail.ru приобрела разработчика мобильных игр Pixonic.
В том же октябре был запущен киберспортивный раздел сайта Игры Mail.ru, главным редактором которого стал Илья Илембитов. В январе 2018 года раздел был закрыт.
В апреле 2019 года открылся отдельный портал об играх и гик-культуре Combo Breaker, который возглавил Александр Кузьменко. 24 сентября портал был закрыт.

### 2022
Медиа «Всё об играх» переехало в раздел «Медиа» сайта VK Play, запущенного в апреле 2022 года.

### 2023
С июня 2023 года сайт Игры Mail.ru не функционирует. При попытке перейти по ссылке происходит перенаправление на сайт VK Play.